# Shigeo Sugiura
Shigeo Sugiura (Japans: 杉浦重雄, Sugiura Shigeo) (Shizuoka, 10 mei 1917 – 10 april 1988) was een Japans zwemmer.
Shigeo Sugiura nam eenmaal deel aan de Olympische Spelen; in 1936. In 1936 nam hij deel aan het onderdeel 4x200 meter vrije slag. Hij maakte deel uit van het team dat het goud wist te veroveren.